# Matti Rajakylä
Matti Rajakylä (Kirkkonummi, 14 de agosto de 1984) es un deportista finlandés que compitió en natación.
Ganó tres medallas en el Campeonato Europeo de Natación en Piscina Corta entre los años 2004 y 2006.

## Palmarés internacional
| Campeonato Europeo en Piscina Corta | Campeonato Europeo en Piscina Corta | Campeonato Europeo en Piscina Corta | Campeonato Europeo en Piscina Corta |
| Año                                 | Lugar                               | Medalla                             | Prueba                              |
| ----------------------------------- | ----------------------------------- | ----------------------------------- | ----------------------------------- |
| 2004                                | Viena (Austria)                     | Medalla de bronce                   | 4 × 50 m estilos                    |
| 2005                                | Trieste (Italia)                    | Medalla de bronce                   | 50 m mariposa                       |
| 2006                                | Helsinki (Finlandia)                | Medalla de plata                    | 4 × 50 m estilos                    |